# Arroz en hoja de plátano
El arroz en hoja de plátano es un plato típico de gastronomía del sur de la India. Consiste en arroz blanco (o vaporizado en la receta auténtica del sur de la India) servido sobre una hoja de plátano con un surtido de verdura, curri de carne o pescado, encurtidos y papadum. Sin embargo, la mayoría de las veces solo se sirve el gravy del curri, omitiendo la carne, ya que se trata de una receta vegetariana india. Se come tradicionalmente con las manos.
Se usa la hoja de plátano porque se cree que el arroz caliente desprenderá el revestimiento de la misma, que es digestiva.
En Malasia, para mostrar que una comida resultó satisfactoria, se dobla la hoja hacia uno (es decir, hacia dentro). Doblarla en la dirección contraria (hacia fuera) significa que la comida no resultó satisfactoria.